# Iosef Trahtenberg
Iosef Trahtenberg (în idiș ‏יוסף טראַכטנבערג, în rusă Йосеф Трахтенберг; n. 1912, Briceni, Imperiul Rus – d. 1941, Camenița, Ucraina) a fost un evreu basarabean, poet și dramaturg. A scris în limba idiș.

## Biografie
S-a născut în târgul Briceni (acum oraș și centru raional din Republica Moldova) din ținutul Hotin, gubernia Basarabia a Imperiului Rus. A fost membru al grupului literar Yung-Rumenye („România tânără”) din Chișinău și mai târziu în București, fondat de scriitorii basarabeni Iakov Iakir, Hertz Rivkin și alții. A început să publice în anul 1933, când două dintre marile sale poeme Besarabish („în basarabiană”) și Katsovim („Măcelari”) au fost publicate în revista literară Ufgang („Apus”) din Sighetu Marmației.
Poemul Af besaraber erd („Pe pământ basarabean”) a fost publicat la Siget, apoi ca carte separată la Chicago (1935), cu coperta lui Lazăr Dubinovschi. Acest poem epic era format din două părți: I – „Prolog, vara în sat, iarna în sat, anii zboară”; II – „Sub jugul regelui, izvor roșu, ultimul fulger, umbre, epilog”. Un alt poem, de 3 mii de rânduri, numit Dil letste vanderung („Ultima rătăcire”) a fost publicat în revista Ufgang în mai și iunie 1935.
În 1936, Trahtenberg, împreună cu poetul Iosl Lerner, au scris o serie de scene dramatice pentru un teatru-variete, el însuși interpretând în producții precum Der katerinshtshik, Der vaser firer și Reyzeles kholem.
Odată cu începutul celui de-al doilea război mondial, a fost deportat împreună cu familia în Transnistria, pierind în regiunea Cameniței în 1941.